# Нориџвок (Мејн)
Нориџвок (енгл. Norridgewock) насељено је место без административног статуса у америчкој савезној држави Мејн.

## Демографија
По попису из 2010. године број становника је 1.438, што је 119 (-7,6%) становника мање него 2000. године.
| Група             | 2000.         | 2010.         |
| Белци             | 1.519 (97,6%) | 1.382 (96,1%) |
| Афроамериканци    | 3 (0,2%)      | 13 (0,9%)     |
| Азијати           | 2 (0,1%)      | 3 (0,2%)      |
| Хиспаноамериканци | 5 (0,3%)      | 9 (0,6%)      |
| Укупно            | 1.557         | 1.438         |